# Gérald Porical
Gérald Porical (Pesillà de la Ribera, Rosselló, 30 de març de 1950) és un antic jugador de rugbi a 15 de la Unió Esportiva Arlequins de Perpinyà en la que va jugar en la posició de darrere. Va jugar a la final del campionat de França de 1977, però el seu equip va perdre contra l'AS Béziers.
Era fill de Paul Porical, campió de França amb l'USA Perpignan en 1938.
El seu fill Jérôme Porical també és jugador de rugbi amb l'equip de l'USAP i ha guanyat el campionat de França en 2009 davant l'ASM Clermont Auvergne.

## Curs en clubs
- fins al 1969 : club de Pesillà de la Ribera
- 1969-1982 : USA Perpignan
- 1982-1989 : club de Pesillà de la Ribera

## Palmarès
- Finalista del campionat de França de 1977.